# Genevieve Artadi
Genevieve Artadi, (Los Angeles, 1982. július 1. –) amerikai énekesnő, dalszerszerző, videóproducer, a Knower független elektronikus jazz-funk duó énekese. Korábban a Pollyn elektropop zenekar énekese volt. Artadi 2010-től  albumokokat adott ki a Knowerrel.

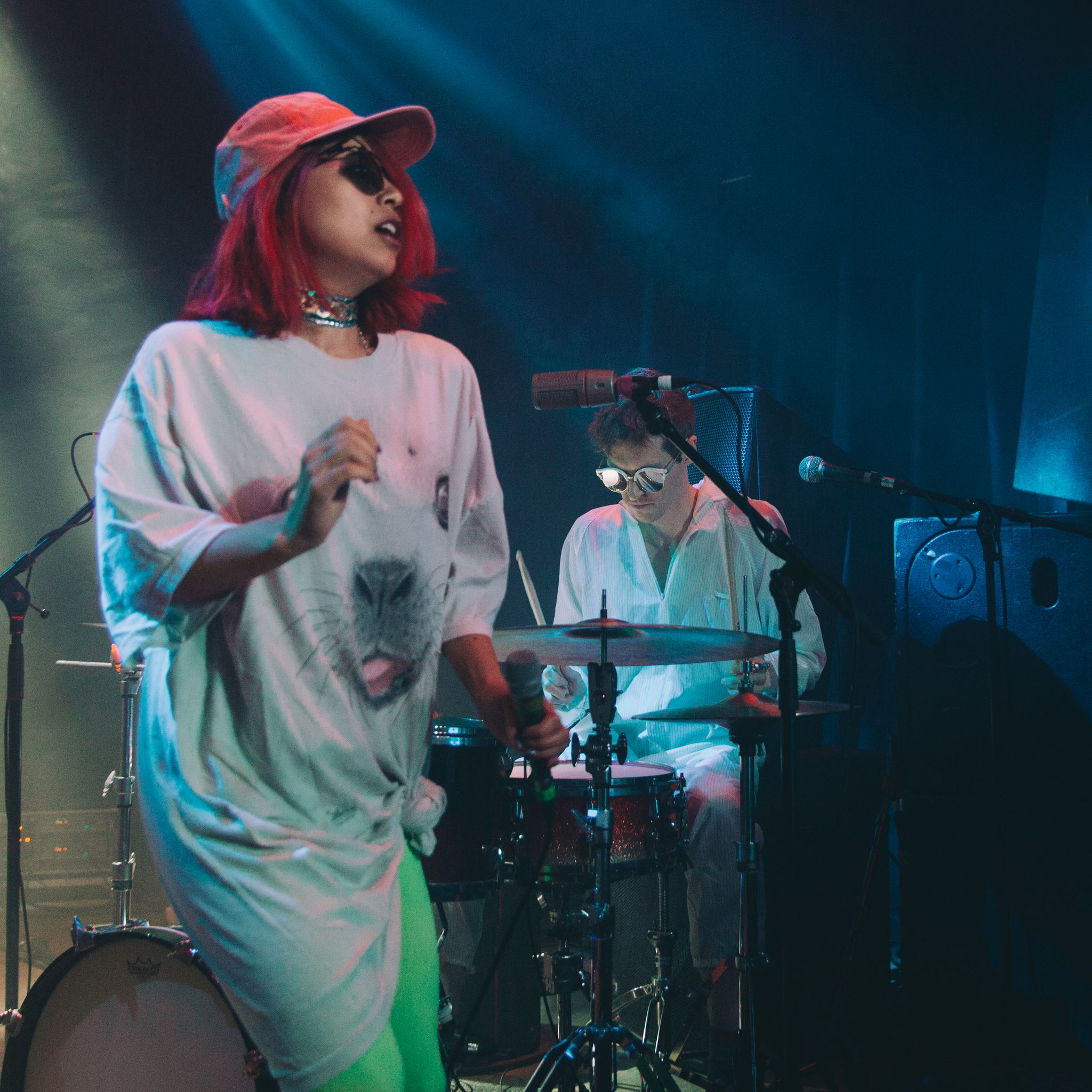
Brighton

## Pályafutása
Artadi zenész családban nőtt fel. Fülöp-szigeteki szülei popzenekarokban játszottak az Amerikai Egyesült Államok nyugati partján. Gyermekkorában ezért gyakran költöztek.
Artadi diákként klasszikus zongoraleckéket kapott. Középiskola utolsó évében csatlakozott egy zenekarhoz. A Kaliforniai Állami Egyetemen szerzett alapdiplomát dzsessz szakon, majd a Long Beach-i Kaliforniai Állami Egyetemen folytatta tanulmányait.
Adam Weissman elektronikus zenésszel és Anthony Cava gitárossal (az unokatestvérével) megalapította a Pollyn együttest, amelyben énekelt, basszusgitáron és billentyűs hangszereken játszott. 2003-ban Pollyn kiadta a "Songs for Sale" című EP-t, amit három album követett. Emellett 2009-ben Artadi megalapította a Knower duót Louis Cole multiinstrumentalistával, amely kezdetben Britney Spears és Justin Bieber feldolgozás videóival hívta fel magára az interneten a figyelmet. 2010-ben jelent meg debütáló albumuk „Louis Cole és Genevieve Artadi” címmel, amit aztán további albumok követtek.
2015-ben Artadi kiadta első szólóalbumát, a „Genevieve Lalala” dalokat, amelyek „olyan ízűek, mint a Chupa Chups nyalókák – olyanok, mint a kóla, mesterségesek, de elég hűvösek ahhoz, hogy még többre vágyjunk”.
Az élő fellépések során olykor bővülő Knower duó 2016-ban adta ki negyedik élő című albumot. A Snarky Puppy Grammy-díjas amerikai fuziós dzsesszegyüttesses többször játszott is játszott velük. 2019-ben a WDR Big Band Köln meghívta a duót a Bonni Jazz Fesztiválra. A Norrbotten Big Banddel is dolgoztak.
2017-ben Pedro Martins meghívta őket az SWR New Jazz Meetingre Baden-Badenbe.
A 2023-as album, a Forever Forever (2023) „úgy hangzik, mint egy rövid vakáció a hagyományos formátumú rádióharmóniáktól”, és olyan zenészekkel rögzítették, mint Louis Cole, Chiquita Magic és Pedro Martins.

## Stúdióalbumok
- 2015: Genevieve Lalala
- 2020: Dizzy Strange Summer
- 2023: Forever Forever

## Knower
- 2010: Louis Cole and Genevieve Artadi
- 2011: Think Thoughts
- 2013: Let Go
- 2016: Life
- 2023: Knower Forever

## Pollyn
- 2003: Songs for Sale
- 2009: This Little Night
- 2011: Living in Patterns
- 2016: Distress Signals

## Díjak
- 2023: Forever Forever − Favorite Alternative & Indie Albums

## Fordítás
Ez a szócikk részben vagy egészben  a   Genevieve Artadi című német Wikipédia-szócikk ezen változatának fordításán alapul.  Az eredeti cikk szerkesztőit annak laptörténete sorolja fel. Ez a jelzés csupán a megfogalmazás eredetét és a szerzői jogokat jelzi, nem szolgál a cikkben szereplő információk forrásmegjelöléseként.